# Dunajsko-jadranská železnice

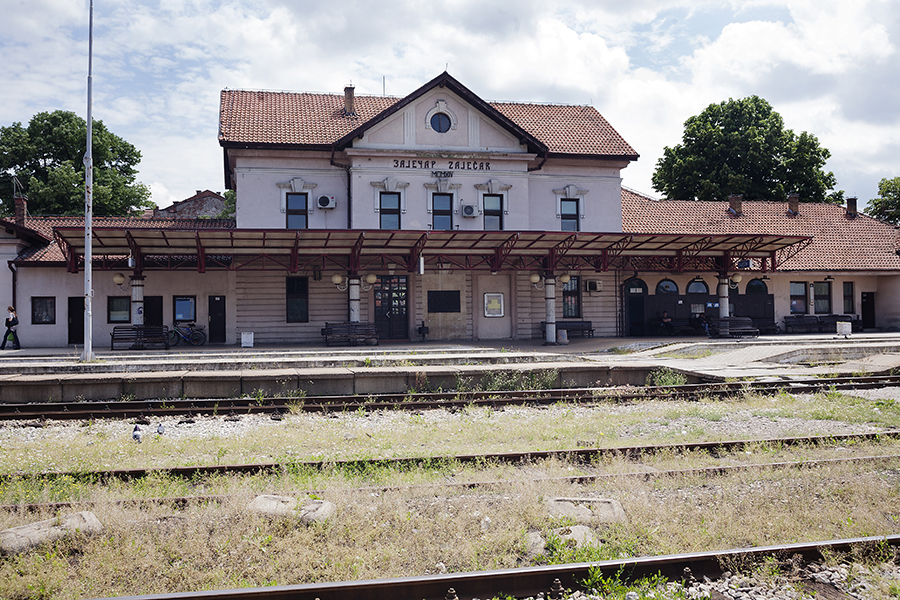
Nádraží v Zaječaru ve východním Srbsku.

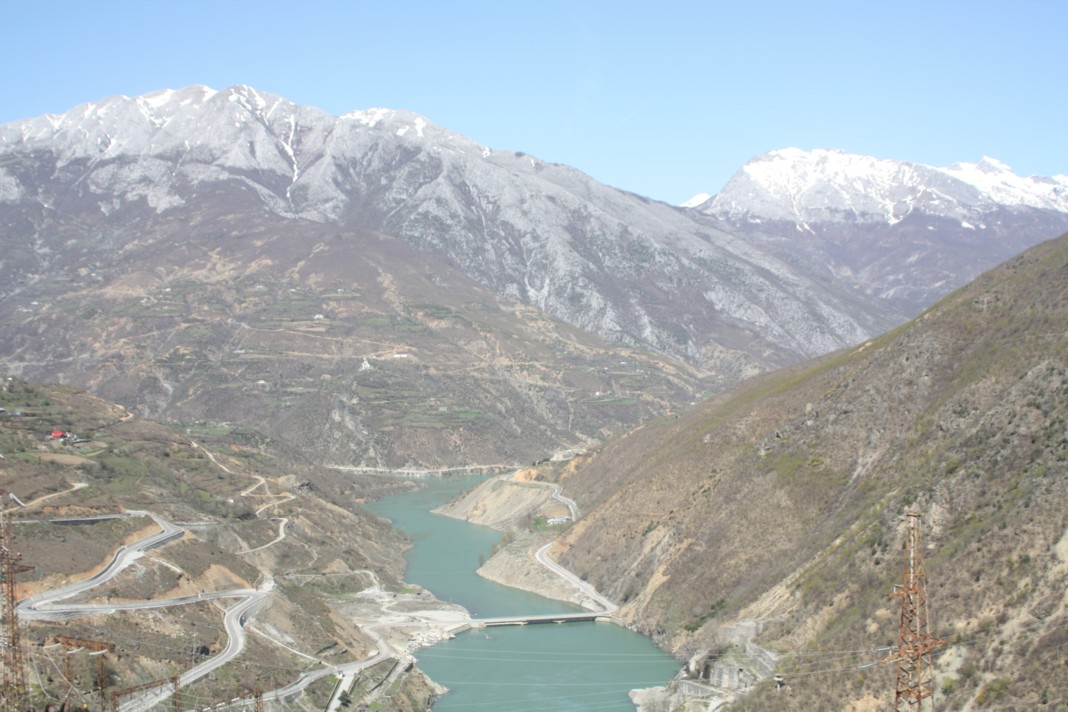
Údolí řeky Drin v severní Albánii.

Tzv. Dunajsko-jadranská železnice, nebo také Transbalkánská železnice byl projekt zamýšlené železniční trati, která měla na počátku 20. století spojovat území tehdejšího Srbska a současné Albánie. Trať nebyla nikdy ve své finální podobě realizována.

## Trasa
Trať měla být vedena z rumunské hranice od břehů Dunaje přes území Srbska směrem do severní Albánie. Ukončena měla být buď v přístavu Drač, nebo Shëngjin (italsky San Giovanni di Medua). Konkrétně měla být vedena z města Prahovo (nebo Kladovo) na břehu řeky Dunaje přes města Negotin, Zaječar, Knjaževac a Niš, dále potom směrem přes Kosovo (Merdare, Priština a Prizren) do Albánie, nejspíše údolími řek buď Drin a nebo Mati. Trať přes východ Srbska byla skutečně ještě před první světovou válkou postavena a zprovozněna.
Trasování železnice přes severní Albánii bylo vnímáno díky dlouhým údolím jako nejvhodnější. Možnost vést dráhu na území Černé Hory byla zamítnuta vzhledem k extrémní stavební náročnosti úseků hor s výškou převyšujících 1000 m.

## Historie
Projekt železnice se objevil již v závěru 19. století (v roce 1896). Tehdy srbský parlament (skupština) schválil realizaci tratě ve východním Srbsku. Později v roce 1901 se Rusko diplomaticky zasadilo o výstavbu trati směrem dále na jih a západ, neboť ruská vláda zjistila, že trať by pomohla zbavit se závislosti ruských lodí na plavbě úžinami Bospor a Dardanely. Neposkytlo však Srbsku půjčku na výstavbu trati.[zdroj?]
Význam tohoto projektu vzrostl po bosenské krizi a především obchodní válce v téže době. Srbsko získalo na trati eminentní zájem a začalo ji připravovat spolu s ruskými odborníky. Na přelomu 1. a 2. dekády 20. století představovala pro Srbsko možnost ekonomicky se odpoutat od Rakousko-Uherska a získat přístup k mezinárodnímu obchodu pomocí přístavu. Umožnit měla především zahraniční obchod s Francií, na kterou se Srbskou po roce 1908 nově orientovalo.
Po vypuknutí první balkánské války a ústupu Osmanské říše z Balkánu získala trať i strategický význam. Měla zajistit i územní expanzi Srbska směrem k pobřeží Jaderského moře. Srbská vláda kladla po nějakou dobu důraz na to, aby severoalbánské pobřeží skutečně ovládla, a to i přes to, že evropské mocnosti s tímto krokem nesouhlasily. Trať mohla být proto vybudována v rámci úzkého srbského koridoru, nebo měla být pod mezinárodní správou. Srbští průmyslníci viděli v trati možnost průmyslového rozvoje severní Albánie a vytvoření nových odbytišť.
Evropské mocnosti, především Rakousko-Uhersko, měly v regionu vlastní zájmy a srbský zájem na záboru dalšího balkánského území nakonec odmítly s tím, že v území severní Albánie žádné srbské obyvatelstvo nežije. Srbská vláda následně své zájmy přehodnotila s tím, že by území severu Albánie nebyla schopna efektivně spravovat.
V září 1914 podepsala srbská vláda smlouvu s Essadem Pashou, že výměnou za výstavbu dráhy na území Albánie podpoří jeho instalaci do funkce hlavy státu nově vzniklé Albánie. Trať měla vést ze Srbska nově do přístavního města Drač ve střední Albánii, kde se dočasně nacházelo hlavní město tohoto mladého balkánského státu (než bylo přesunuto do Tirany). Vzhledem k první světové válce a především politickým změnám v Albánii však k výstavbě trati nikdy nedošlo.
Po skončení první světové války došlo k rozsáhlým změnám hranic na území Balkánu a Království Srbů, Chorvatů a Slovinců získalo přístup k Jaderskému moři od přístavu Rijeka v Dalmácii až po Ulcinj na jihu Černé Hory, čímž potřeba výstavby dráhy do Albánie přestala mít význam. V druhé polovině 20. století byla trať z Bělehradu na pobřeží Jaderského moře skutečně postavena, a to do přístavu Bar v Černé Hoře.